# Stari Trg ob Kolpi
Stari trg ob Kolpi je naselje u slovenskoj Općini Črnomelju. Stari trg ob Kolpi se nalazi u pokrajini Dolenjskoj i statističkoj regiji Jugoistočnoj Sloveniji. 

## Stanovništvo
Prema popisu stanovništva iz 2002. godine naselje je imalo 106 stanovnika.